# Eupithecia intricata
Eupithecia intricata es una especie de polilla de la familia Geometridae. La especie fue descrita por primera vez por Johan Wilhelm Zetterstedt habiendo sido descrita en 1839, con amplia distribución en Europa y Asia. Un lectotipo fue descrito en el sector Kuldja, en los alrededores de Yining.
Es conocida como polilla de Freyer en honor al Lepidopterólogo alemán Christian Friedrich Freyer.

## Distribución
La especie se encuentra distribuido en las montañas de Europa occidental y central, incluidas las Islas Británicas y Fenoscandia, hasta Rusia, al Este de Los Urales, el Extremo Oriente ruso y y, a través de Asia Menor, hasta Asia Central y China. Ha sido descrito en las estepas y en las laderas de las montañas esteparias del norte de Kazajistán. Tiene amplia distribución las montañas de Estados Unidos y Canadá, incluyendo California, Washington y Columbia Británica, Nueva Inglaterra y el sur de Canadá.
La especie habita principalmente en brezales, prados ralos, bosques de pinos, parques y jardines. También se la puede encontrar en zonas urbanas y en cementerios. En los Alpes, la especie alcanza alturas de 2600 metros (8530,2 pies).

## Descripción
La envergadura de las alas es de 20 a 24 milímetros (0,8 a 0,9 plg). El color básico de todas las alas varía desde gris claro hasta gris azulado o gris parduzco. El ala anterior tiene numerosas líneas cruzadas, una línea corta representa la mancha discal del ala anterior. Las líneas transversales son claramente visibles en los ejemplares recién nacidos, pero se desvanecen rápidamente y se vuelven indistintas a medida que aumenta la esperanza de vida. Hay una mancha clara en las alas posteriores y un diminuto punto negro en el medio. El segundo segmento del abdomen tiene un color marrón oscuro.

## Oruga
Las orugas de la etapa final son lisas y alargadas. Son de color verde hierba, verde azulado o verde amarillento y tienen líneas dorsales blancas y rayas laterales blancas. Su color se asemeja al de las agujas de su principal planta alimenticia, el enebro común (Juniperus communis), por lo que son difíciles de reconocer para los depredadores. Las orugas no difieren mucho entre las subespecies, con la salvedad del color de la cabeza que es marrón en todas y verde en la supespecie Eupithecia intricata arceuthata.

## Pupa
La pupa de color marrón tiene vainas de alas verdosas. El cremáster tiene una punta rojiza con ocho cerdas en forma de gancho.

## Ciclo de vida
Las polillas de E. intricata son nocturnas y vuelan en dos generaciones consecutivas de mayo a septiembre. La segunda generación sólo aparece regularmente en las regiones sureñas. Les gusta visitar fuentes de luz artificial. Las orugas se alimentan de las acículas de especies de Cupressus y Juniperus, predominantemente del enebro común (Juniperus communis). En América del Norte, las especies de tuja (Thuja) también son utilizadas como alimento. La especie pasa el invierno en estado de pupa.

## Subespecies
E. intricata tiene varias subespecies reconocidas. El oeste de Irlanda está representada por la subespecie Eupithecia intricata hibernica (Mere, 1964), conocida localmente como polilla de Mere. Las poblaciones de Europa Central se asignan a la subespecie Eupithecia intricata arceuthata (Freyer, 1841), incluyendo el sur de Inglaterra. También se ha descrito la subespecie Eupithecia intricata taylorata (Swett, 1907) que se encuentra en el Neártico de América del Norte. Eupithecia intricata millieraria (Wnukowsky, 1929) es conocida como polilla de Edinburgh en el norte de Inglaterra.
- Eupithecia intricata intricata